# Perheksilin
Megestrol (2-(2,2-dicikloheksiletil)piperidin) je koronarni vazodilatator koji se koriti za tretman angine. On može da uzrokuje neuropatiju i hepatitis.

## Spoljašnje veze
|  | Molimo Vas, obratite pažnju na važno upozorenje u vezi sa temama iz oblasti medicine (zdravlja). |